# Tête (Laurens)
Tête est une sculpture de Henri Laurens créée en 1918-1919 et exposée dans la salle 7 du 5e étage du Musée national d'art moderne (Centre Pompidou à Paris), où elle est entrée par dation en 1997. 

## Description
Cette sculpture en pierre se caractérise par des formes géométriques simples, des vides de faible profondeur et des saillies soulignées par l'utilisation des couleurs ocre, bleu sombre et noir.
« Elle est à la fois l'aboutissement de la série cubiste et l'annonce de son œuvre future plus proprement sculpturale. Jusqu'alors les vides intérieurs étaient plus marqués que les formes extérieures, et les contours identifiant l'objet morcelé tendaient à s'effacer dans le jeu trouble du découpage des plans. »
Cette œuvre appartenait à l'ancienne collection Alberto Magnelli. Son numéro d'inventaire au MNAM est AM 1997 - 236.
Henri Laurens explique : "J'ai fait beaucoup de sculptures polychromes. Je voulais supprimer les effets des variations de la lumière sur les statues. Je crois d'ailleurs que ce fut là, de tout temps, le but assigné à la polychromie par les sculpteurs. Quand une statue est rouge, bleue, jaune, elle reste toujours rouge, bleue, jaune. Mais une statue qui n'est pas polychromée subit les déplacements de la lumière et des ombres sur elle et se modifie sans cesse. 
Pour moi, il s'agissait, en polychromant, de faire en sorte que la sculpture eût sa propre lumière."
Henri Laurens précise : "J'ai toujours, et avant tout, pensé au côté matériel. Quand je polychromais mes statues, je n'ai jamais osé polychromer une statue de bronze. Et cela, à cause de la qualité matérielle du bronze. J'ai la superstition de la matière."

## Expositions
- Le Cubisme, Centre national d'art et de culture Georges-Pompidou, Paris, 2018-2019.